# Imperial College London
Het Imperial College London (officieel The Imperial College of Science, Technology and Medicine) is een Britse universiteit in Londen. De instelling is voornamelijk georiënteerd op wetenschap, techniek en geneeskunde, maar omvat ook een letterenfaculteit en een businessschool. Zowel binnen het Verenigd Koninkrijk als internationaal staat de universiteit goed aangeschreven.

## Geschiedenis
Het Imperial College werd opgericht in 1907 door een Royal Charter van koning Eduard VII, als "fusie" van drie bestaande instellingen, het City and Guilds College, de Royal School of Mines en het Royal College of Science. De nieuw gevormde instelling werd in de Universiteit van Londen geïntegreerd.
In 1988 werd St. Mary's Hospital Medical School bij Imperial College gevoegd. Later kwam hier het National Heart and Lung Institute (1995) bij, en in 1997 werden deze samen met de Charing Cross and Westminster Medical School verenigd in de Imperial College School of Medicine, als vierde constituent college van de universiteit. De afdeling werd in 1997 nog uitgebreid met de Royal Postgraduate Medical School en het Institute of Obstetrics and Gynaecology en nogmaals in 2000 met het Kennedy Institute of Rheumatology.
In 2000 nam Imperial College het Wye College over, een landbouwuniversiteit in Kent.
Aken ·
Delft ·
Londen · 
Parijs ·
Zürich
Aalborg ·
Aken ·
Barcelona ·
Belgrado · 
Berlijn · 
Boedapest · 
Boekarest · 
Braunschweig · 
Brno ·
Darmstadt ·
Delft ·
Dresden ·
Dublin ·
Enschede · 
Gdańsk · 
Gent ·
Glasgow · 
Göteborg ·
Graz ·
Grenoble ·
Guildford · 
Haifa ·
Hannover ·
Helsinki ·
Istanboel ·
Karlsruhe ·
Kaunas ·
Lausanne ·
Leuven ·
Lissabon ·
Lissabon NOVA ·
Louvain-la-Neuve ·
Lund · 
Lyon ·
Madrid ·
Milaan ·
Parijs-Saclay ·
Parijs ParisTech ·
Porto ·
Poznań ·
Praag ·
Riga ·
Sheffield · 
Stockholm ·
Stuttgart ·
Tallinn ·
Tomsk ·
Trondheim ·
Turijn ·
Valencia ·
Warschau ·
Wenen ·
Zürich